# 까마귀 (1943년 영화)
《까마귀(Le Corbeau)》는 1943년 개봉한 범죄 드라마 영화이다. 앙리조르주 클루조가 감독을 맡았으며, 피에르 프레네, 지네트 르클레르가 출연하였다. 프랑스의 한 마을에서 익명의 누군가가 보낸 편지로 인해 벌어지는 여러 사건들을 다루었다.

## 줄거리
레미 제르맹(피에르 프레네)은 프랑스의 한 마을에서 근무하는 의사로, 주로 임산부를 처리하는 역할을 맡고 있다. 그가 일하는 병원에는 나이 든 정신과 의사 미셸 보르제(피에르 라르케)와 간호사 마리 코르뱅(엘레나 망송)이 있으며, 그는 마을 학교 교장의 집에서 하숙하면서 옆방에 거주하는 교장의 여동생 드니즈 세양(지네트 르클레르)과 인연을 맺게 된다. 최근 제르맹은 자신이 마리의 동생이자 미셸의 젊은 아내인 로라(미슐린 프랑시)와 불륜을 저지르고 있으며, 마을 사람들을 상대로 불법 낙태 시술을 하고 있다고 비난하는 악성 편지를 받는다. 이 편지는 '까마귀'라는 필명을 가진 누군가로부터 전송되는 것인데, 이내 마을 사람들 상당수에게 그들 각자의 치부를 공격하는 까마귀의 편지가 전송된다.
병원의 13번 침대에 있는 암 환자가 까마귀가 보낸 편지를 받고 자신의 면도칼로 자살을 하면서 악성 편지 사태는 이내 마을 사람들의 공분을 낳는다. 13번 환자와 사이가 안 좋았던 마리가 이내 마을 사람들에 의해 까마귀로 지목되자 그녀는 경찰에게 체포된다. 그러나 마을 사람들 대부분이 미사에 참여하던 도중에 까마귀가 쓴 또 다른 편지가 발견되면서 마리는 범인이 아닌 것으로 밝혀진다. 마을에서 수사가 진행되는 중에 제르맹은 산부인과가 아닌 대도시에서 뇌수술로 명성을 얻던 의사였으며, 본명도 제르맹 모나트였음이 밝혀진다. 그는 3년 전 수술을 받던 아내가 사망한 데에 죄책감을 느끼고 세상으로부터 잊히기 위해 작은 마을로 이주한 상황이었다.
미셸의 주도로 범인으로 의심받는 사람들을 대상으로 하는 필적 확인 조사가 학교에서 치러진다. 그들 중 한 명이던 드니즈가 조사 도중에 실신한다. 제르맹은 13번 환자의 어머니가 최근 장례식을 마치고 다시 본업인 청소부로 돌아왔다는 사실을 알게 된다. 그녀는 자신이 짐작하는 범인이 있다고 제르맹에게 토로한다. 일련의 편지 사태가 다시 벌어지자, 제르맹은 처음에 범인을 드니즈로, 그리고 이후에는 로라로 지목한다. 제르맹의 설명을 들은 미셸은 로라를 정신병원에 강제로 입원시킨다. 그러나 제르맹은 드니즈와 대화하다 진짜 까마귀는 미셸임을 알게 된다. 제르맹이 미셸의 집에 갔을 때 미셸은 면도날에 의해 살해된 상황이었고 창문 밖으로 13번 환자의 어머니가 길을 걷는 모습이 보인다.

## 출연
- 피에르 프레네 - 레미 제르맹
- 지네트 르클레르 - 드니즈 세양
- 미슐린 프랑시 - 로라 보르제
- 엘레나 망송 - 마리 코르뱅
- 피에르 라르케 - 미셸 보르제